# Магдалена из Нагасаки
Магдалена из Нагасаки (яп. 長崎のマグダレナ Nagasaki no Magudarena, 1611, Нагасаки — 16 октября 1634, Нагасаки) — католическая святая, мученица, член третьего ордена августинцев и доминиканцев.

## Биография
Магдалена родилась в 1611 году в семье японского католика, который принял мученическую смерть за свою веру около 1620 года. Познакомившись с монахами-миссионерами из монашеского ордена августинцев, Магдалена стала членом третьего ордена. Была переводчицей для монахов Франциска Терреро и Викентия святого Антония, помогая им в их миссионерской деятельности. В 1632 году эти монахи были казнены сожжением. После мученической смерти этих монахов Магдалена стала духовной дочерью монахов-августинцев Мельхиора святого Августина и Мартина святого Николая. Когда и эти монахи были казнены Магдалена избрала своим духовным отца доминиканца Джордано Ансалони святого Эстебана, под влиянием которого она стала терциаркой доминиканского ордена.
В начале октября 1634 года Магдалена была арестована за исповедание христианства. В течение 13 дней она подвергалась жестоким пыткам цуруши. После смерти её тело было сожжено, а прах развеян в нагасакском заливе.

## Прославление
18 февраля 1981 года Римский папа Иоанн Павел II, будучи с пастырским визитом в Маниле, причислил Магдалену к лику блаженных в группе 16 японских мучеников. 18 октября 1987 года тот же папа причислил её к лику святых.
День памяти — 28 сентября.